# Día Mundial del Teatro
El Día Mundial del Teatro es una jornada conmemorativa que se celebra anualmente desde el 27 de marzo desde 1961, instaurada por el Instituto Internacional del Teatro (ITI) en ese mismo año.

## Proclamación
Fue instaurado en 1961 por el ITI, con el apoyo de la Unesco, buscando promover el teatro en todas sus formas alrededor del mundo.Gracias al gran esfuerzo y pasión de los griegos, crearon el teatro con el propósito de potenciar el valor del teatro como medio para el entendimiento y la paz entre las naciones, reflejando los ideales y objetivos de la Unesco en cuanto a cultura, educación y arte.

## Celebración
Este día se celebra el 27 de marzo en conmemoración de la apertura de la temporada 1962 del Teatro de las Naciones en París, un evento que simbolizó el espíritu de colaboración y unidad en las artes escénicas.Desde su comienzo se ha convertido en un evento anual significativo para la comunidad teatral global, este día invita a reflexionar sobre el impacto del teatro en la cultura de paz a través de diversas actividades como representaciones, talleres y la lectura del Mensaje del Día Mundial del Teatro. Este mensaje, escrito cada año por una figura prominente del teatro, se traduce a más de 50 idiomas y se comparte ampliamente en teatros, escuelas y medios de comunicación.

## Mensajes
| Año    | País                   | Autor                                     |
| ------ | ---------------------- | ----------------------------------------- |
| 1962   | Francia                | Jean Cocteau                              |
| 1963   | Estados Unidos         | Arthur Miller                             |
| 1964 * | Reino Unido            | Laurence Olivier                          |
| 1964 * | Francia                | Jean-Louis Barrault                       |
| 1965   |                        | Anónimo                                   |
| 1966   | Francia                | René Maheu                                |
| 1967   | Alemania               | Helene Weigel                             |
| 1968   | Guatemala              | Miguel Ángel Asturias                     |
| 1969   | Reino Unido            | Peter Brook                               |
| 1970   | Rusia                  | Dimitri Shostakóvich                      |
| 1971   | Chile                  | Pablo Neruda                              |
| 1972   | Francia                | Maurice Béjart                            |
| 1973   | Italia                 | Luchino Visconti                          |
| 1974   | Estados Unidos         | Richard Burton                            |
| 1975   | Estados Unidos         | Ellen Stewart                             |
| 1976   | Rumania                | Eugène Ionesco                            |
| 1977   | Rumania                | Radu Beligan                              |
| 1978   |                        | Mensajes Nacionales                       |
| 1979   |                        | Mensajes Nacionales                       |
| 1980   | Polonia                | Janusz Warminski                          |
| 1981   |                        | Mensajes Nacionales                       |
| 1982   | Suecia                 | Lars Af Malmborg                          |
| 1983   | Senegal                | Amadou-Mahtar M'Bow                       |
| 1984   | Rusia                  | Mikhaïl Tsarev                            |
| 1985   | Francia                | André-Louis Perinetti                     |
| 1986   | Níger                  | Wole Soyinka                              |
| 1987   | España                 | Antonio Gala                              |
| 1988   | Reino Unido            | Peter Brook                               |
| 1989   | Reino Unido            | Martin Esslin                             |
| 1990   | Rusia                  | Kirill Lavrov                             |
| 1991   | Francia                | Federico Mayor                            |
| 1992 * | Argentina *            | Jorge Lavelli*                            |
| 1992 * | Francia *              | Jorge Lavelli*                            |
| 1992 * | Venezuela              | Arturo Uslar Pietri                       |
| 1993   | Estados Unidos         | Edward Albee                              |
| 1994   | República Checa        | Václav Havel                              |
| 1995   | Venezuela              | Humberto Orsini                           |
| 1996   | Siria                  | Saadallah Wannous                         |
| 1997   | Corea del Sur          | Jeong Ok Kim                              |
| 1998   |                        | 50th Anniversary of ITI - Special Message |
| 1999   | Islandia               | Vigdis Finnbogadóttir                     |
| 2000   | Canadá                 | Michel Tremblay                           |
| 2001   | Grecia                 | Iakovos Kambanelis                        |
| 2002   | India                  | Girish Karnad                             |
| 2003   | Alemania               | Tankred Dorst                             |
| 2004   | Egipto                 | Fathia El Assal                           |
| 2005   | Francia                | Ariane Mnouchkine                         |
| 2006   | México                 | Victor Hugo Rascón Banda                  |
| 2007   | Emiratos Árabes Unidos | Sultan Bin Mohamed Al Qasimi              |
| 2008   | Canadá                 | Robert Lepage                             |
| 2009   | Brasil                 | Augusto Boal                              |
| 2010   | Reino Unido            | Judi Dench                                |
| 2011   | Uganda                 | Jessica A. Kaahwa                         |
| 2012   | Estados Unidos         | John Malkovich                            |
| 2013   | Italia                 | Dario Fo                                  |
| 2014   | Sudáfrica              | Brett Bailey                              |
| 2015   | Polonia                | Krzysztof Warlikowski                     |
| 2016   | Rusia                  | Anatoli Vasiliev                          |
| 2017   | Francia                | Isabelle Huppert                          |
| 2018 * | India                  | Ram Gopal Bajaj                           |
| 2018 * | Líbano                 | Maya Zbib                                 |
| 2018 * | Reino Unido            | Simon McBurney                            |
| 2018 * | México                 | Sabina Berman                             |
| 2018 * | Costa de Marfil        | Werewere-Liking Gnepo                     |
| 2019   | Cuba                   | Carlos Celdrán                            |
| 2020   | Pakistán               | Shahid Nadeem                             |
| 2021   | Reino Unido            | Helen Mirren                              |
| 2022   | Estados Unidos         | Peter Sellars                             |
| 2023   | Egipto                 | Samiha Ayoub                              |
| 2024   | Noruega                | Jon Fosse                                 |
| 2025   | Grecia                 | Theodoros Terzopoulos                     |